# Мемориал гомосексуальным жертвам нацизма в Кёльне
Мемориал гомосексуальным жертвам нацизма в Кёльне (нем. Mahnmal für die schwulen und lesbischen Opfer des Nationalsozialismus in Köln) — памятник, посвященный геям и лесбиянкам, подвергнувшимся гонениям в нацистской Германии. Был открыт 24 июня 1995 года. На тот момент он стал вторым (после Франкфуртского ангела) подобным памятником в Германии.
Примечательно что инициатором установки памятника выступило в 1990 году Немецкое объединение профсоюзов.
Памятник стоит в саду между Кёльнским собором, Музеем Людвига и набережной Рейна, рядом с Гогенцоллерным мостом, популярном местом встреч гомосексуалов.
Автором проекта по итогам конкурса стал Ахим Цинкан (нем. Achim Zinkann). Мемориал состоит из розового и серого гранита, имеет высоту 120 см и длину 69 см. Включённый в памятник розовый треугольник является символом ЛГБТ-движения, поскольку использовался нацистами для обозначения в концентрационных лагерях мужчин-заключенных, которые были репрессированы из-за своей гомосексуальности. На мемориале высечена надпись: «Убитым и замалчиваемым геям и лесбиянкам, ставшими жертвами нацизма» (нем. Totgeschlagen – Totgeschwiegen, den schwulen und lesbischen Opfern des Nationalsozialismus).